# Fitch Ratings
Fitch Ratings, Inc. è un'agenzia internazionale di valutazione del credito e rating (valutazione), con due quartier generali, a New York e a Londra.
Fitch Ratings e Fitch Solutions sono parte del Fitch Group. Il Fitch Group è una sussidiaria controllata al 100% dalla Hearst Corporation, con sede a New York.

## Storia
Il 24 dicembre 1913 nasce, fondata da John Knowles Fitch, Fitch Investor Services, con sede a New York.
Fin dal 1975, con la fondazione del Nationally Recognized Statistical Rating Organizations, Fitch fa parte delle tre agenzie di valutazione del credito, le altre erano Moody's e Standard & Poor's, indicate dalla Securities and Exchange Commission (SEC). A queste tre, nel 2003 si aggiunse la canadese Dominion Bond Rating Service, e nel 2005 la statunitense A.M. Best.
Nel dicembre 1997, la finanziaria francese Fimalac acquisisce Fitch Investor Services e la fonde con l'agenzia di rating londinese IBCA Limited, nata nel 1978 ed acquisita da Fimalac nel 1992, creando Fitch IBCA.
Nell'aprile del 2000, Fitch IBCA ha acquisito la statunitense, nata nel 1932 e con sede a Chicago, Duff & Phelps Credit Rating Co., creando Fitch IBCA Duff & Phelps.
Sempre nel 2000, avviene il cambio del nome da Fitch IBCA Duff & Phelps in Fitch Ratings.
Nel dicembre del 2000, Fitch acquista da Thomson Financial la canadese BankWatch, fondata nel 1978.
Nel 2005, avviene l'acquisizione della canadese Algorithmics, fondata nel 1989, e la successiva creazione di Fitch Group.
Nel corso degli anni Fimalac vende via via quote di  Fitch Group alla Hearst Corporation: nell'aprile del 2006 vende il 20% della società, il 2 novembre 2009 vende un altro 20%, e l'11 aprile 2012 vende un altro 10%, fino ad arrivare a aprile 2018 alla cessione delle quote residue.

## Gruppo Fitch
Società del Fitch Group
- 100% Fitch Ratings
- 100% Fitch Solutions
- 100% Algorithmics

Azionariato del Fitch Group
- 100% Hearst Corporation

## Dati
Benché si sia sviluppato con molte acquisizioni, Fitch rimane la più piccola delle tre grandi agenzie di rating. Dagli anni '70 e fino al 2003, queste tre agenzie erano le uniche riconosciute dal Nationally Recognized Statistical Rating Organization (NRSRO) degli Stati Uniti d'America.
Al 2006 la sua quota di mercato è del 16%, contro il 40% di Standard & Poor's, il 39% di Moody's, e il 3% di A.M. Best.
Frequentemente, Fitch viene usato come ago della bilancia, quando le altre due agenzie (Standard & Poor's e Moody's) hanno valutazioni simili, ma non uguali.

## Indagini giudiziarie e amministrative
Fitch, insieme a Standard & Poor's e Moody's è sotto inchiesta per l'accusa di aver manipolato il mercato con dati falsi, in modo pluriaggravato e continuato. Gli indagati sono due dirigenti dell'agenzia che ha sede a Parigi e il legale rappresentante in Italia della società stessa.
Il presidente dell'Adusbef, Elio Lannutti, ha precisato che:
.»
La procura della Repubblica presso il Tribunale di Trani contesta alle agenzie di rating l'aggravante di «aver cagionato alla Repubblica Italiana un danno patrimoniale di rilevantissima gravità»
, che dovranno risarcire.
Il processo si è concluso il 30 marzo 2017 con l'assoluzione di tutti gli indagati perché il fatto non sussiste.

## Valutazione
La società classifica la capacità di credito usando una scala standardizzata di valutazione.

### Valutazione a lungo termine
| Rating Fitch | Descrizione |                                               |
| ------------ | --- | --------------------------------------------- |
| AAA          | Eccellenti capacità di onorare le obbligazioni assunte | Grado d'Investimento (Investment grade)       |
| AA+          | Alta qualità, rischio molto basso, ma la suscettibilità allo stesso nel lungo periodo appare superiore a quello delle AAA | Grado d'Investimento (Investment grade)       |
| AA           | Ottime capacità di onorare le obbligazioni assunte. Minime differenze rispetto al grado più alto | Grado d'Investimento (Investment grade)       |
| AA-          | Ottime capacità di onorare le obbligazioni assunte. Minime differenze rispetto al grado più alto | Grado d'Investimento (Investment grade)       |
| A+           | Buone capacità di rispettare gli obblighi finanziari, ma in qualche modo sono maggiormente suscettibili ai cambiamenti delle circostanze e delle condizioni economiche rispetto agli obbligati con un rating migliore                                          | Grado d'Investimento (Investment grade)       |
| A            | Buone capacità di rispettare gli obblighi finanziari, ma in qualche modo sono maggiormente suscettibili ai cambiamenti delle circostanze e delle condizioni economiche rispetto agli obbligati con un rating migliore                                          | Grado d'Investimento (Investment grade)       |
| A-           | Buone capacità di rispettare gli obblighi finanziari, ma in qualche modo sono maggiormente suscettibili ai cambiamenti delle circostanze e delle condizioni economiche rispetto agli obbligati con un rating migliore                                          | Grado d'Investimento (Investment grade)       |
| BBB+         | Adeguate capacità di rispettare gli obblighi finanziari. Tuttavia, condizioni economiche avverse o cambiamenti delle circostanze sono più facilmente associabili ad una minore capacità di adempire agli obblighi finanziari assunti.                          | Grado d'Investimento (Investment grade)       |
| BBB\|        | Adeguate capacità di rispettare gli obblighi finanziari. Tuttavia, condizioni economiche avverse o cambiamenti delle circostanze sono più facilmente associabili ad una minore capacità di adempire agli obblighi finanziari assunti.                          | Grado d'Investimento (Investment grade)       |
| BBB-\|       | Adeguate capacità di rispettare gli obblighi finanziari. Tuttavia, condizioni economiche avverse o cambiamenti delle circostanze sono più facilmente associabili ad una minore capacità di adempire agli obblighi finanziari assunti.                          | Grado d'Investimento (Investment grade)       |
| BB+          | Meno vulnerabili nel breve periodo, rispetto ad obbligati con rating inferiore. Tuttavia, il dover fronteggiare condizioni di incertezza economica, finanziaria, amministrativa potrebbe interferire con le capacità di soddisfacimento degli obblighi assunti | Grado di non investimento (Speculative grade) |
| BB           | Meno vulnerabili nel breve periodo, rispetto ad obbligati con rating inferiore. Tuttavia, il dover fronteggiare condizioni di incertezza economica, finanziaria, amministrativa potrebbe interferire con le capacità di soddisfacimento degli obblighi assunti | Grado di non investimento (Speculative grade) |
| BB-          | Meno vulnerabili nel breve periodo, rispetto ad obbligati con rating inferiore. Tuttavia, il dover fronteggiare condizioni di incertezza economica, finanziaria, amministrativa potrebbe interferire con le capacità di soddisfacimento degli obblighi assunti | Grado di non investimento (Speculative grade) |
| B+           | Più vulnerabili rispetto agli obbligati valutati 'BB', ma vi sono ancora le capacità per rispettare gli impegni finanziari. Condizioni economiche e/o finanziare impreviste ridurranno probabilmente le capacità e la volontà dell'obbligato di adempire       | Grado di non investimento (Speculative grade) |
| B            | Più vulnerabili rispetto agli obbligati valutati 'BB', ma vi sono ancora le capacità per rispettare gli impegni finanziari. Condizioni economiche e/o finanziare impreviste ridurranno probabilmente le capacità e la volontà dell'obbligato di adempire       | Grado di non investimento (Speculative grade) |
| B-           | Più vulnerabili rispetto agli obbligati valutati 'BB', ma vi sono ancora le capacità per rispettare gli impegni finanziari. Condizioni economiche e/o finanziare impreviste ridurranno probabilmente le capacità e la volontà dell'obbligato di adempire       | Grado di non investimento (Speculative grade) |
| CCC+         | Vulnerabile, e la solvibilità delle obbligazioni assunte dipende prevalentemente da condizioni economiche e finanziarie favorevoli | Grado di non investimento (Speculative grade) |
| CCC          | Vulnerabile, e la solvibilità delle obbligazioni assunte dipende prevalentemente da condizioni economiche e finanziarie favorevoli | Grado di non investimento (Speculative grade) |
| CCC-         | Vulnerabile, e la solvibilità delle obbligazioni assunte dipende prevalentemente da condizioni economiche e finanziarie favorevoli | Grado di non investimento (Speculative grade) |
| CC           | Molto vulnerabile, e la solvibilità delle obbligazioni assunte dipende prevalentemente da condizioni economiche e finanziarie favorevoli | Grado di non investimento (Speculative grade) |
| C            | Estremamente vulnerabile, forse in bancarotta o in ritardo nei pagamenti, che ancora vengono comunque effettuati | Grado di non investimento (Speculative grade) |
| D            | Default/Insolvenza di tutte o la maggior parte delle obbligazioni emesse. | Grado di non investimento (Speculative grade) |
| NR           | Non valutata | Grado di non investimento (Speculative grade) |

### Rating a breve termine
| Rating | Descrizione |
| ------ | --- |
| F1+    | Migliore qualità, eccezionali capacità di far fronte agli obblighi assunti |
| F1     | Migliore qualità, ottime capacità di far fronte agli obblighi assunti |
| F2     | Buona qualità, accettabili capacità di far fronte agli obblighi assunti |
| F3     | Accettabile qualità, sufficienti capacità di far fronte agli obblighi assunti, tuttavia situazioni impreviste nel breve periodo potrebbero influire sulle capacità di pagamento del debitore |
| B      | Di natura speculative e l'obbligato ha minime capacità di rendersi solvente verso i creditori. Vulnerabile nel breve periodo a situazioni di instabilità economica e finanziaria             |
| C      | Elevate possibilità di default, il rimborso delle obbligazioni emesse e strettamente dipendente da situazioni economiche e finanziarie favorevoli                                            |
| D      | L'impresa è in default. |